# Clamshell

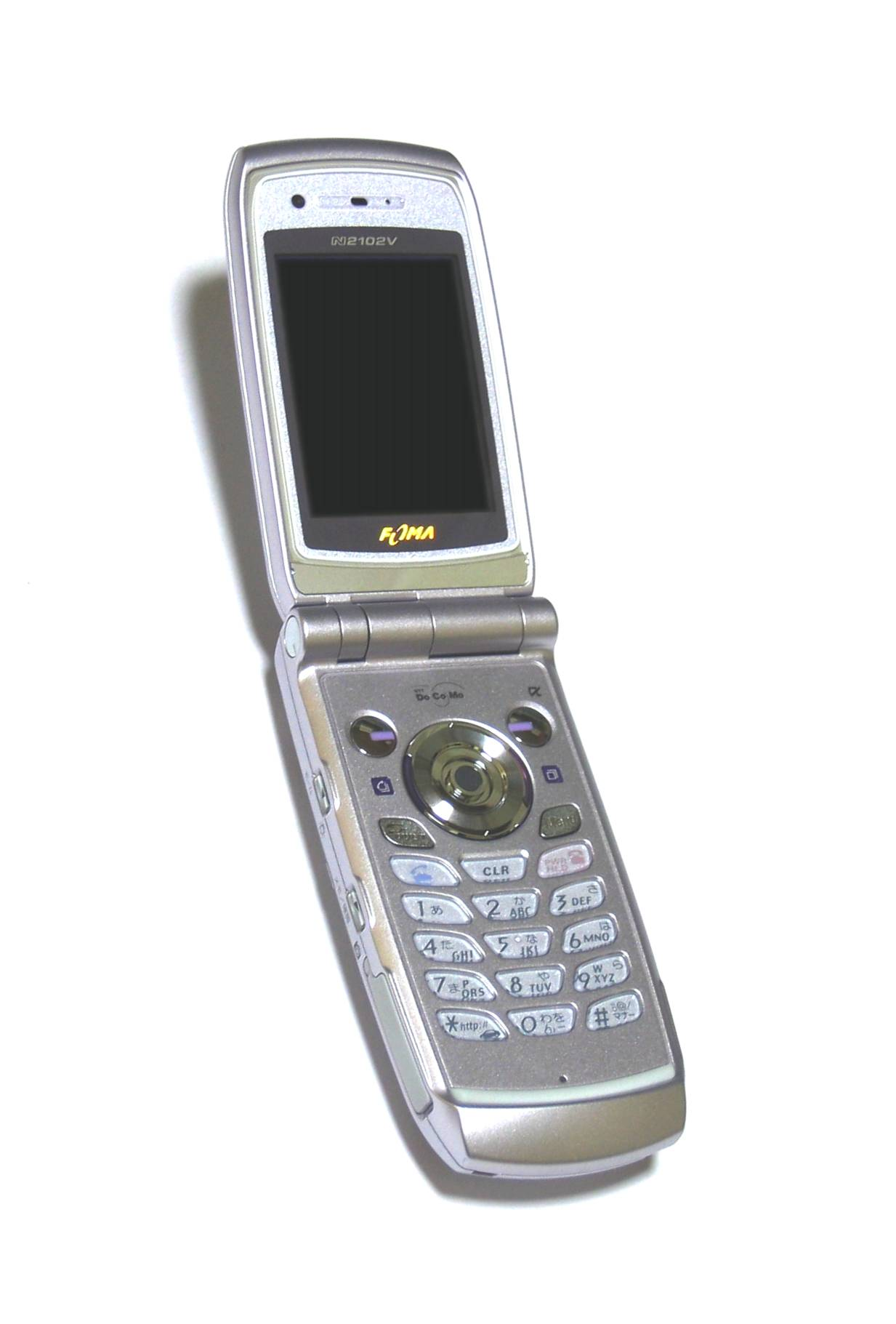
Een clamshell-telefoon

Een klaptelefoon, ook wel aangeduid met de Engelse termen clamshell of flip phone, is een mobiele telefoon die uit twee delen bestaat, die door scharnieren met elkaar verbonden zijn. De telefoon wordt opengeklapt om deze te gebruiken en weer dichtgeklapt na gebruik. Het kleinste deel bevat aan de binnenzijde delen van de interface (zoals het beeldscherm of juist het toetsenbord), maar fungeert tevens als klep voor de telefoon als geheel. Het dichtklappen zorgt gewoonlijk ook voor het beëindigen van het gesprek.
Clamshelltelefoons waren met name populair in de jaren 90, maar anno 2021 fabriceert onder meer Samsung, LG, Nokia en Alcatel nog dit type mobiele telefoon.
Een bedrijf dat veel clamshelltelefoons maakt is Samsung. Ook bedrijven als Sony Ericsson en Nokia brengen met enige regelmaat een toestel van dit type uit. 
Een veelgehoord voordeel van een klaptelefoon is dat er nooit per ongeluk op toetsen gedrukt kan worden als het toestel in bijvoorbeeld een broekzak zit. Tevens wordt het display goed beschermd tegen eventuele krassen. Een nadeel bij de huidige generatie clamshelltelefoons is dat de fototoets (die aan een zijkant zit) soms per ongeluk ingedrukt wordt, wederom in bijvoorbeeld een broekzak.

## Bekende clamshell-apparaten

### Mobiele telefoons
- Motorola StarTac
- Nokia 7200
- Motorola Razr V3
- Nokia N76
- Sony Ericsson W508
- Blackberry 9760

### Overige
- Apple iBook laptop
- Game Boy Advance SP spelcomputer
- Psion zakcomputers